# Colobus satanas
Il colobo nero o colobo satana (Colobus satanas Waterhouse, 1838) è una scimmia del Vecchio Mondo appartenente alla famiglia dei Cercopitecidi. È una delle specie di Primati più minacciate dell'Africa.

## Tassonomia
Attualmente, gli studiosi riconoscono due sottospecie di colobo nero:
- C. s. satanas Waterhouse, 1837 (isola di Bioko);
- C. s. anthracinus Leconte, 1857 (Gabon sud-occidentale, Guinea Equatoriale e Camerun sud-occidentale).

## Descrizione
Con un corpo di 58-72 cm, una coda di 60-97 cm e 6-11 kg di peso, il colobo nero è una scimmia grossa e robusta, con una folta pelliccia lucida di colore nero e lunghi peli attorno alla faccia e sulle spalle. I peli presenti sulla sommità del capo e sulla fronte sono semi-erettili e sono rivolti in avanti. Caratteristica unica di tutte le scimmie del genere Colobus è la dimensione ridotta del pollice (infatti Colobus in greco significa «mutilato»). Dal momento che questi animali si spostano saltando da un albero all'altro della foresta, un pollice di dimensioni ridotte è meno vulnerabile a eventuali fratture che potrebbero rendere più difficile la vita tra gli alberi. Diversamente da tutte le altre specie del genere Colobus, in cui i piccoli nascono ricoperti da un candido mantello bianco, quelli del colobo nero presentano un mantello di colore marrone.

## Distribuzione e habitat
Il colobo nero vive nell'Africa centro-occidentale. Com'è già stato detto, ne esistono due sottospecie. Il colobo nero del Gabon (C. s. anthracinus), o «continentale», vive in Guinea Equatoriale, nelle regioni orientali e sud-occidentali del Camerun e nel Gabon, spingendosi nell'entroterra fino al Parco Nazionale di Lopé. Forse qualche esemplare vive anche nelle regioni occidentali del Congo. Il colobo nero di Bioko (C. s. satanas), invece, vive unicamente sull'isola di Bioko (Guinea Equatoriale).
Il colobo nero abita nelle fitte foreste pluviali primarie, nonché nelle foreste secondarie mature e in quelle che si sviluppano su terreni montani e paludosi, ma talvolta si spinge anche tra le dune sabbiose lungo la costa e nelle radure erbose.

## Biologia
Il colobo nero è una scimmia arboricola che vive in piccoli gruppi di 6-15 esemplari, comprendenti uno o più maschi adulti. Gran parte della dieta è costituita da semi e da frutti acerbi, ma il guereza nero mangia frequentemente anche foglie, dal momento che come tutti i Colobini possiede un particolare stomaco che gli consente di digerire le foglie in modo migliore degli altri primati. Allo spuntare del giorno, nella foresta, può essere udito il caratteristico «ruggito» di questo animale; altri richiami vengono emessi quando queste scimmie si chiamano tra loro per prepararsi a spostarsi da una determinata area o mentre prendono posizione sui rami sui quali trascorreranno la notte.

## Conservazione
Il numero dei colobi neri è in diminuzione, sia in seguito alla caccia che alla distruzione dell'habitat. Queste scimmie sono un bersaglio molto popolare tra i cacciatori, che le abbattono in gran numero sia con fucili a canna liscia che con arco e frecce. A Bioko, dove il bushmeat è una fonte vitale di proteine e reddito per i locali, gli studi sul campo indicano che il colobo nero è divenuto più raro; tuttavia, la pressione venatoria continua. Questa specie sembra essere più suscettibile ai disturbi dell'habitat di altre specie del genere Colobus, ed è rara o assente nelle foreste che hanno subito l'impatto dell'uomo. Ciò ha portato alla scomparsa del colobo nero da molte zone del suo areale. Perfino nelle aree protette che ospitano questa specie essa non è al sicuro dal degrado dell'habitat; ad esempio, la Riserva di Gamba è stata intaccata da un disboscamento insostenibile, dall'avanzata dell'agricoltura e dalle trivellazioni per la ricerca petrolifera.
Il colobo nero del Gabon vive in varie aree protette, tra le quali le riserve faunistiche di Dja e di Douala-Edea in Camerun, il Parco nazionale di Lopé in Gabon, il Parco nazionale del Monte Alén nella Guinea Equatoriale, e la Riserva di Gamba, sempre in Gabon. La popolazione del colobo nero di Bioko, invece, è interamente ospitata all'interno di due aree protette dell'isola, il Parco nazionale di Pico Basile e la Riserva scientifica della Gran Caldera e degli Altopiani Meridionali. Tuttavia, queste aree offrono attualmente scarsa protezione alla sottospecie, dal momento che essa ha fatto riscontrare il maggior declino tra tutti i Primati dell'isola, e ora è divenuta rara ovunque, a eccezione della Gran Caldera. Nel 1986, lo IUCN/SSC Primate Specialist Group compilò un Piano d'Azione per la Conservazione dei Primati Africani, nel quale erano delineate le misure di protezione da prendere per la conservazione del colobo nero. Questo piano è stato revisionato e aggiornato in una pubblicazione del 1996. Tra le ulteriori misure da prendere suggerite vi erano il controllo e lo sviluppo della Riserva di Dja e la protezione totale del nucleo centrale della Riserva di Lopé. Inoltre, era consigliato un migliore piano di gestione della Riserva di Gamba, nel quale venissero prese misure per ridurre l'impatto delle ricerche petrolifere nell'area. Un'altra priorità urgente è quella di sensibilizzare la popolazione di Bioko a trovare alternative al bushmeat, dato che la caccia costituisce la principale minaccia per la sopravvivenza del colobo nero di Bioko.